# Tomáš Kaberle
Tomáš Kaberle (ur. 2 marca 1978 w Rakovniku) – czeski hokeista, reprezentant Czech, czterokrotny olimpijczyk.
Jego ojciec, František Kaberle senior występował w kadrze czeskiej w latach 70. XX wieku. Jego starszy brat František Kaberle (ur. 1973) także był hokeistą.

## Kariera
- HC Kladno (1994–1998)
- St. John’s Maple Leafs (1998)
- Toronto Maple Leafs (1998–2004, 2005–2011)
  -  HC Kladno (2001)
  -  HC Kladno (2004–2005)
- Boston Bruins (2011)
- Carolina Hurricanes (2011)
- Montreal Canadiens (2011–2013)
- HC Kladno (2012, 2013–2014)
- Hartford Wolf Pack (2014)
- HC Kladno (2014–2015)
- HC Kometa Brno (2015–2016)

Wychowanek klubu HC Kladno. Od września do października 2012 w okresie lokautu w sezonie NHL (2012/2013) grał w macierzystym HC Kladno. Od 2011 zawodnik Montreal Canadiens. W czerwcu 2013 klub skorzystał z możliwości dokonania wykupienia jego kontraktu wypłacając mu część wysokości jego wynagrodzenia, w wyniku czego Kaberle stał się wolnym zawodnikiem. We wrześniu 2013 podpisał roczny kontrakt z HC Kladno. W listopadzie 2014 krótkotrwale zawodnik Hartford Wolf Pack. Wówczas został ponownie zawodnikiem HC Kladno. Od czerwca 2015 do kwietnia 2016 zawodnik Komety Brno. We wrześniu 2016 ogłosił zakończenie kariery zawodniczej.
Uczestniczył w turniejach mistrzostw świata w 2003, 2005, 2006, 2008, Pucharu Świata 2004 oraz zimowych igrzysk olimpijskich 2002, 2006 i 2010, 2014.
W trakcie kariery określany pseudonimami Kabbie, Kabelka.

## Sukcesy

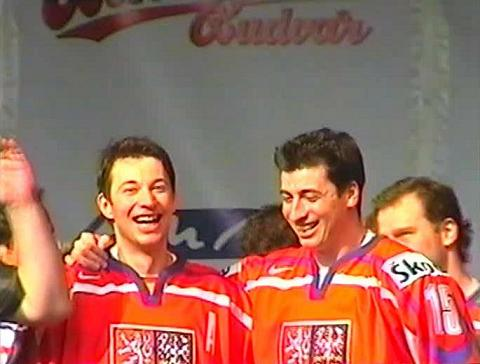
Bracia František i Tomáš Kaberle po zdobyciu mistrzostwa świata w 2005

Reprezentacyjne
- Złoty medal mistrzostw świata: 1999, 2005
- Brązowy medal igrzysk olimpijskich: 2006
- Srebrny medal mistrzostw świata: 2006

Klubowe
- Mistrzostwo Dywizji NHL: 2000 z Toronto Maple Leafs
- Puchar Stanleya: 2011 z Boston Bruins

Indywidualne
- NHL (2001/2002):
  - NHL All-Star Game
- Ekstraliga czeska w hokeju na lodzie (2004/2005):
  - Pierwsze miejsce w klasyfikacji asystentów wśród obrońców: 31 asyst
  - Pierwsze miejsce w klasyfikacji kanadyjskiej wśród obrońców: 39 punktów
  - Najlepszy obrońca sezonu
  - Hokeista sezonu czeskiej ekstraligi
- Mistrzostwa Świata w Hokeju na Lodzie 2006:
  - jeden z trzech najlepszych zawodników reprezentacji
- NHL (2006/2007):
  - NHL All-Star Game
- NHL (2007/2008):
  - NHL All-Star Game
- Mistrzostwa Świata w Hokeju na Lodzie 2008/Elita:
  - Pierwsze miejsce w klasyfikacji asystentów wśród obrońców: 9 asyst
  - Skład Gwiazd turnieju
  - jeden z trzech najlepszych zawodników reprezentacji
- NHL (2008/2009):
  - NHL All-Star Game